# Antonio Ereditato
Antonio Ereditato (Napoli, 2 giugno 1955) è un fisico italiano, Research Professor all'Università di Chicago, già Visiting Professor presso il Dipartimento di Fisica della Yale University, e Professore emerito all'Università di Berna, in Svizzera, dove dal 2006 al 2020 è stato direttore del  Laboratory for High Energy Physics..

## Biografia
Laureato e dottorato presso l'Università degli Studi di Napoli Federico II, ha lavorato al Centro di Ricerche Nucleari di Strasburgo (CNRS), al CERN di Ginevra e all'Istituto Nazionale di Fisica Nucleare di Napoli, ricoprendo il ruolo di dirigente di ricerca dal 1998.
Dal 2006 al 2020 è stato Professore Ordinario di Fisica delle particelle elementari presso l'Università di Berna.
Ha svolto attività di ricerca nel campo della fisica sperimentale del neutrino, dell'interazione forte e dell'interazione debole, con esperimenti condotti al CERN, in Giappone, negli USA e ai Laboratori nazionali del Gran Sasso. Ha realizzato numerosi progetti di ricerca e sviluppo su rivelatori di particelle: camere a fili, calorimetri, rivelatori criogenici a ionizzazione, emulsioni nucleari, rivelatori per applicazioni in medicina..
È stato membro di comitati scientifici internazionali: SPSC, CNGS, LHCC del CERN e della Swiss National Science Foundation. È membro del PAC del Joint Institute for Nuclear Research di Dubna e dell'International Neutrino Council del Fermilab. Membro dell'Advisory Committes di varie conferenze internazionali, quali la Calorimetry Conference (CALOR). Referee e peer review member di riviste internazionali e Funding Agencies, è ora Editor-in-Chief di Instruments. Ereditato è anche socio dell'Aspen Institute Italia ed è stato presidente della SAIS (Società degli Accademici Italiani in Svizzera).
Dal 2008 al marzo 2012 è stato portavoce e coordinatore dell'esperimento OPERA da lui proposto nel 1997 insieme ai professori Kimio Niwa e Paolo Strolin. L'esperimento OPERA ha studiato il fenomeno di oscillazione dei neutrini, con misure effettuate su fasci di neutrini muonici inviati dai laboratori del CERN verso i Laboratori Nazionali del Gran Sasso. Il 31 maggio 2010 annunciò in un seminario al Gran Sasso la rivelazione del primo evento di apparizione di un neutrino tauonico da parte di OPERA. Si trattava della prima indicazione dell'apparizione nelle oscillazioni di neutrino. Nel settembre 2011 fu annunciato che misure effettuate dall'esperimento indicavano che la velocità dei neutrini fosse superluminale. La vicenda ebbe grande risalto mediatico date le potenziali implicazioni del risultato. Lo stesso Ereditato, consapevole che potevano esserci ancora errori sistematici nascosti nella misura, organizzò a nome della collaborazione OPERA un seminario in cui veniva chiesto alla comunità scientifica di contribuire allo scrutinio del risultato. Nei mesi successivi, OPERA condusse ulteriori test per verificare la correttezza dei sorprendenti risultati. I test portarono all'individuazione di errori sistematici dovuti a effetti strumentali.
Le sue attività di ricerca, oltre al già menzionato esperimento OPERA, hanno riguardato l'esperimento ATLAS all'LHC del CERN, il quale nel 2012 ha scoperto il Bosone di Higgs, assieme all'esperimento CMS, l'esperimento T2K in Giappone, che nel 2013 ha scoperto l'apparizione delle oscillazioni di neutrino, gli esperimenti MicroBooNE e SBND al Fermilab di Chicago, dedicati alla ricerca dei neutrini sterili, e l'esperimento DUNE per lo studio delle oscillazioni di neutrino e per la fisica astroparticellare.
Il suo gruppo di ricerca è stato anche leader nello studio e sviluppo dei rivelatori Time Projection Chambers (TPC) ad argon liquido. In tale ambito il gruppo di Berna ha ottenuto il record mondiale di lunghezza di drift con tali TPC (>5 metri). e sviluppato il concetto di rivelazione ArgonCube, una tecnica innovativa che verrà utilizzata nel futuro esperimento DUNE. Inoltre, grazie all'esperienza maturata in OPERA, Ereditato e collaboratori hanno sviluppato una nuova generazione di rivelatori ad emulsioni nucleari e di microscopi automatici per la loro analisi, utili in varie applicazioni di fisica fondamentale e applicata, come ad esempio per la tomografia con muoni cosmici applicata a strutture geologiche quali ghiacciai alpini. Sempre utilizzando film di emulsioni nucleari, il suo gruppo ha partecipato all'esperimento QPLAS che nel 2019 ha misurato per la prima volta l'effetto di interferenza quantistica con antimateria (positroni).
Ha contribuito a realizzare un laboratorio di ricerca associato al ciclotrone dell'ospedale universitario di Berna e della sua linea estratta di fascio, un'infrastruttura pressoché unica in Europa per un ciclotrone di uso medico.
È autore di oltre 1500 pubblicazioni scientifiche, di vari articoli di rassegna e di oltre 40 presentazioni a congressi internazionali. Le sue informazioni bibliometiche si trovano su:. È stato relatore di più 70 tra tesi di laurea, master e dottorato.
Antonio Ereditato si occupa anche di divulgazione scientifica. Autore del libro Le Particelle Elementari, edito da Il Saggiatore (2017), ha ricevuto il premio Letteratura e Scienza in occasione del Premio Letterario di Caccuri 2017 e il premio letterario Maria Antonia Gervasio per la migliore opera di divulgazione scientifica edita nel 2016/17. Ha anche pubblicato nel 2018, sempre per il Saggiatore, Il Cosmo della Mente, con Edoardo Boncinelli, nel 2019 Guida Turistica per Esploratori dello Spazio, nel 2020, sempre assieme a Boncinelli, L'Infinito Gioco della Scienza, nel 2021 Un Breve Viaggio Chiamato Terra e nel 2022 Tutto si Trasforma. Nel 2022 pubblica Il mio neutrino con Rubbettino, nel 2023 Zitto e calcola! con Eurilink e nel 2025, assieme a Stefano Buono, Il nuovo nucleare con EGEA.
Sono state anche pubblicate traduzioni di questi libri: El Cosmo de la Mente, Tusquets (2020), O Cosmo da Mente, Presença (2019), Ever Smaller, MIT Press (2020).

## Riconoscimenti
Nel 2015 è stato insignito, assieme ad altri colleghi attivi nella fisica del neutrino, del Breakthrough Prize per la fisica, per le loro ricerche che hanno condotto alla scoperta delle oscillazioni di neutrino.
Il 2 giugno 2018 gli è stato assegnato il grado di Ufficiale dell'Ordine al Merito della Repubblica Italiana.

## Principali esperimenti
- Misura dell'angolo di Weinberg in interazioni neutrino-elettrone (esperimento CHARM II del CERN)
- Miglior valore della risoluzione in energia con un calorimetro adronico (esperimento SPACAL del CERN)
- Co-promotore della serie di conferenze CALOR (dal 1991→oggi)
- Limite più sensibile alle oscillazioni di neutrino muonico in tauonico con una configurazione a corta banda (esperimento CHORUS del CERN)
- Co-ideatore dell'esperimento OPERA al Laboratorio del Gran Sasso
- Co-autore del progetto del fascio di neutrini CNGS dal Gran Sasso al CERN
- Spokesperson dell'esperimento OPERA
- Prima indicazione del valore non nullo dell'angolo di mescolamento θ13 nella matrice PMNS con l'esperimento T2K (J-PARC, Giappone)
- Record mondiale di lunghezza di drift in una TPC ad argon liquido (ArgonTube)
- Prima applicazione di laser UV per la calibrazione di rivelatori TPC ad argon liquido
- Scoperta dell'apparizione di νe con l'esperimento T2K (J-PARC, Giappone)
- Scoperta del bosone di Higgs con l'esperimento ATLAS al CERN
- Scoperta dell'apparizione di ντ con l'esperimento OPERA
- Prima misura della sparizione di antineutrini muonici con l'esperimento T2K
- Prima indicazione di violazione di CP nella matrice di mescolamento PMNS con l'esperimento T2K
- Primo rivelatore TPC ad argon liquido con lettura a pixel (ArgonCube)
- Prima evidenza dell'interferenza quantistica con antimateria (esperimento QPLAS)
- Co-fondatore del progetto di fisica del neutrino DUNE/LBNF (Fermilab, Stati Uniti)